# پفرونشتتن
پفرونشتتن (به آلمانی: Pfronstetten) یک شهر در آلمان است که در رویتلینگن واقع شده‌است. پفرونشتتن ۱٬۵۵۰ نفر جمعیت دارد.